# Emiratet Afghanistan
Emiratet Afghanistan (Pashto: إمارة أفغانستان, Da Afghanistan Amarat) var namnet på Afghanistan fram till 1926 då den dåvarande emiren utropades till kung. Emiratet skapades enligt olika källor 1823 eller 1826, efter en tid av inbördes strider i den stat som styrdes av Durannidynastin. Den första emiren var Dost Mohammed Khan från Barakzaidynastin. Perioden präglades av Det stora spelet mellan Storbritannien och Ryssland, och efter andra anglo-afghanska kriget 1878-1880 blev Afghanistan i praktiken ett brittiskt protektorat.
Under perioden 1881-1901 var Abdur Rahman emir. Han styrde landet med hårda metoder och har blivit känd som "järnemiren".
Gränserna drogs om genom överenskommelser mellan stormakterna, vilket bland annat innebar att Afghanistan förlorade tillgång till kust och att mycket av de de områden som beboddes av Afghanistans dominerande folkgrupp pashtuner kom att tillfalla Brittiska Indien (sedermera Pakistan).  Efter tredje anglo-afghanska kriget blev landet sjävständigt år 1919 genom det anglo-afghanska fördraget. Den siste emiren var Amanullah Khan som 1926 utropade Afghanistan till kungarike.